# 莱娜·米勒
莱娜·米勒（德語：Lena Müller，1987年6月16日—），德国女子赛艇运动员。她曾代表德国参加世界赛艇锦标赛，获得三枚金牌和二枚铜牌。她也曾参加2012年夏季奥林匹克运动会。